# Martin Lipp (Jurist)
Martin Lipp (* 1950 in Günzburg) ist ein deutscher Rechtswissenschaftler und ehemaliger Hochschullehrer an der Justus-Liebig-Universität Gießen.

## Leben
Lipp studierte ab 1971 Rechtswissenschaften an der Universität Augsburg. Dort legte er 1978 sein Erstes Juristisches Staatsexamen ab und promovierte 1979 bei Hans Schlosser zum Dr. iur. Anschließend arbeitete er an dessen Lehrstuhl zunächst als wissenschaftlicher Mitarbeiter, später als Akademischer Rat auf Zeit. Bei Schlosser schloss Lipp 1986 auch seine Habilitation ab, woraufhin ihm die Universität Augsburg die Venia legendi für die Fächer Bürgerliches Recht, deutsche Rechtsgeschichte, und neuere Privatrechtsgeschichte verlieh.
Nach einer Tätigkeit als Privatdozent an der Universität Konstanz hatte Lipp ab 1991 einen Lehrstuhl an der Universität Bochum inne, wechselte aber bereits 1992 auf den Lehrstuhl für Bürgerliches Recht, Deutsche Rechtsgeschichte und Neuere Privatrechtsgeschichte an der Universität Dresden. Im Jahre 1996 arbeitete er zudem als Richter am Oberlandesgericht Dresden und wechselte im selben Jahr an die Universität Gießen, wo er bis zu seiner Entpflichtung 2015 Inhaber der Professur für Deutsche Rechtsgeschichte, Neuere Privatrechtsgeschichte und Bürgerliches Recht. Sein Nachfolger in Gießen wurde Thorsten Keiser. Von 2003 bis 2004 war Lipp zudem Dekan des Fachbereichs Rechtswissenschaft an der Universität Gießen. Seit seiner Emeritierung ist Lipp als freiberuflicher Rechtsanwalt tätig.

## Veröffentlichungen (Auswahl)
- Die Bedeutung des Naturrechts für die Ausbildung der allgemeinen Lehren des deutschen Privatrechts. Duncker & Humblot, Berlin 1980, ISBN 978-3-428-04602-7 (Dissertation).
- Die eherechtlichen Pflichten und ihre Verletzung. Gieseking, Bielefeld 1988, ISBN 978-3-7694-0219-3 (Habilitationsschrift).
- Examens-Repetitorium Erbrecht. 3. Auflage. C.F. Müller, Heidelberg 2013, ISBN 978-3-8114-9332-2.
- Examens-Repetitorium Familienrecht. 4. Auflage. C.F. Müller, Heidelberg 2013, ISBN 978-3-8114-9331-5.